# Jacek Jettmar

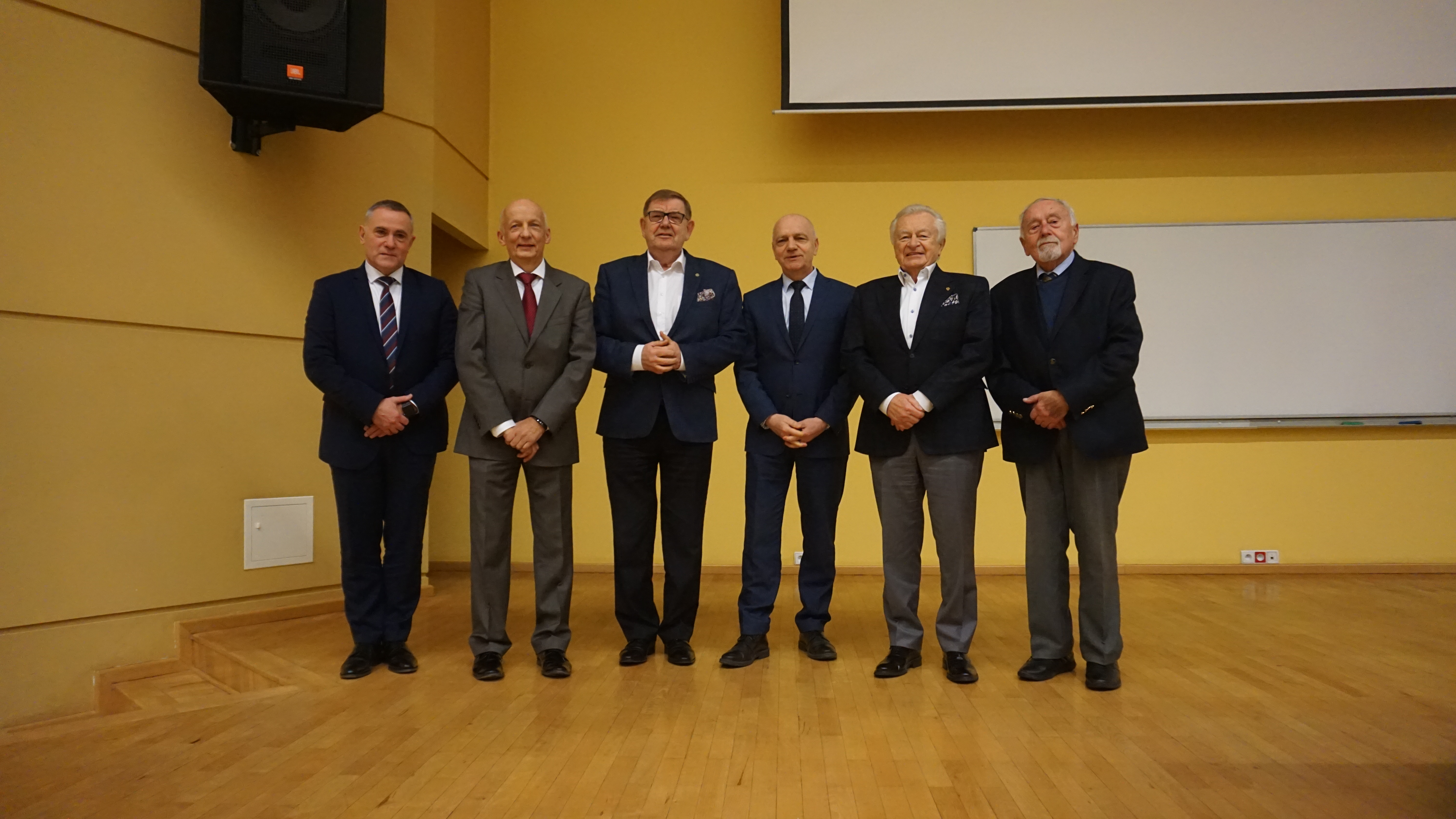
Przewodniczący SAPG Jerzy Świniański oraz Prorektor PG i byli przewodniczący: Krzysztof Dolny, Ryszard Trykosko, Janusz Nieznański (Prorektor PG), Jan Zarębski, Jacek Jettmar w czasie walnego zgromadzenia SAPG 27 listopada 2021 r.

Jacek Jettmar (ur. 26 grudnia 1936 w Krakowie) – polski inżynier budowy okrętów, jachtowy kapitan żeglugi wielkiej, żeglarz, wykładowca akademicki, przedsiębiorca.

## Działalność naukowa i zawodowa
Absolwent V Liceum Ogólnokształcącego im. Augusta Witkowskiego Towarzystwa Przyjaciół Dzieci w Krakowie (1954). Pracował w Centralnym Biurze Konstrukcji Kablowych w Krakowie (1954–1955). Od 1955 w Gdańsku, studiował jeden rok na Wydziale Mechanicznym Politechniki Gdańskiej.
W 1962 ukończył studia na Wydziale Budowy Okrętów Politechniki Gdańskiej, uzyskując tytuł mgr. inż. budownictwa okrętowego. W 1975 uzyskał stopień doktora w Instytucie Okrętowym. W latach 1962–1992 pracował na Politechnice Gdańskiej jako zastępca dyrektora do spraw organizacyjnych Instytutu Organizacji i Projektowania Systemów Produkcyjnych. W latach 1973–1977 był generalnym projektantem Centrum Techniki Wytwarzania Przemysłu Okrętowego Przedsiębiorstwa Projektowo-Technologicznego „Promor” w Gdańsku. Pracował w Spółdzielczym Przedsiębiorstwie Dostaw Usług Eksportowych „Metalcoop” Sp. z o.o. w Gdańsku (1987–1988).
W 1960 otrzymał dyplom jachtowego kapitana żeglugi wielkiej. Był komandorem Akademickiego Klubu Morskiego AZS w Gdańsku (1962–1965). W 1980 kapitan i I oficer jachtu oceanograficznego „Sonda” Zakładu Oceanologii Polskiej Akademii Nauk w Sopocie, od 2011 właściciel i kapitan jachtu s/y „Krakus”.
W 1983–1987 był starszym wykładowcą w Marine Engineering Departament Rivers State University of Technology w Nigerii,
Od 1989 dyrektor i założyciel: Ośrodka Szkoleniowo-Badawczego Centrum Promocji Spółdzielczości Przemysłowej, Centrum Doradztwa i Promocji i Kooperacji Gospodarczej; od 1999 dyrektor Biura Marketingu w Pomorskiej Specjalnej Strefie Ekonomicznej w Sopocie i prezes Pomorskiej Sieci Innowacyjnej „Brainet”; od 2002 – prezes i członek zarządu Centrum Promocji Sp. z.o.o. w Gdańsku. Od 2002 na emeryturze.
Jest autorem kilkudziesięciu publikacji, w tym 2 książek i skryptu, ekspertyz, doradztwa oraz projektów na temat: doradztwa personalnego i zawodowego, kooperacji gospodarczej, techniki okrętów i ich produkcji.
Jest członkiem organizacji naukowych, sportowych, zawodowych i społecznych: Akademickiego Związku Sportowego (od 1955), Akademickiego Klubu Morskiego, Pomorskiego Okręgowego Polskiego Związku Żeglarskiego, Pomorskiej Izby Przemysłowo-Handlowej, Towarzystwa Naukowego Organizacji i Kierownictwa (od 1966), Stowarzyszenia Inżynierów i Techników Mechaników Polskich – sekcja okrętowa (1970), Towarzystwa Przyjaciół Gdańska (1973). Od 1989 członek Stowarzyszenia Absolwentów Politechniki Gdańskiej, gdzie pełnił funkcję przewodniczącego (2003–2009) i członek Politechnicznego Klubu Biznesu +.

## Odznaczenia, medale, nagrody
- Złota odznaka Akademickiego Związku Sportowego (1962)
- Odznaka „Za zasługi dla Gdańska” (1966)
- Odznaka „Zasłużony działacz Żeglarstwa Polskiego" (1967)
- Odznaka „Zasłużonym dla Ziemi Gdańskiej” (1973)
- Srebrny Krzyż Zasługi (1974)
- Medal Marszałka województwa pomorskiego „De nihilo nihil fit” (2014)